# Lyginia imberbis
Lyginia imberbis är en gräsväxtart som beskrevs av Robert Brown. Lyginia imberbis ingår i släktet Lyginia och familjen Anarthriaceae. Inga underarter finns listade i Catalogue of Life.